# 블라디미르 3세

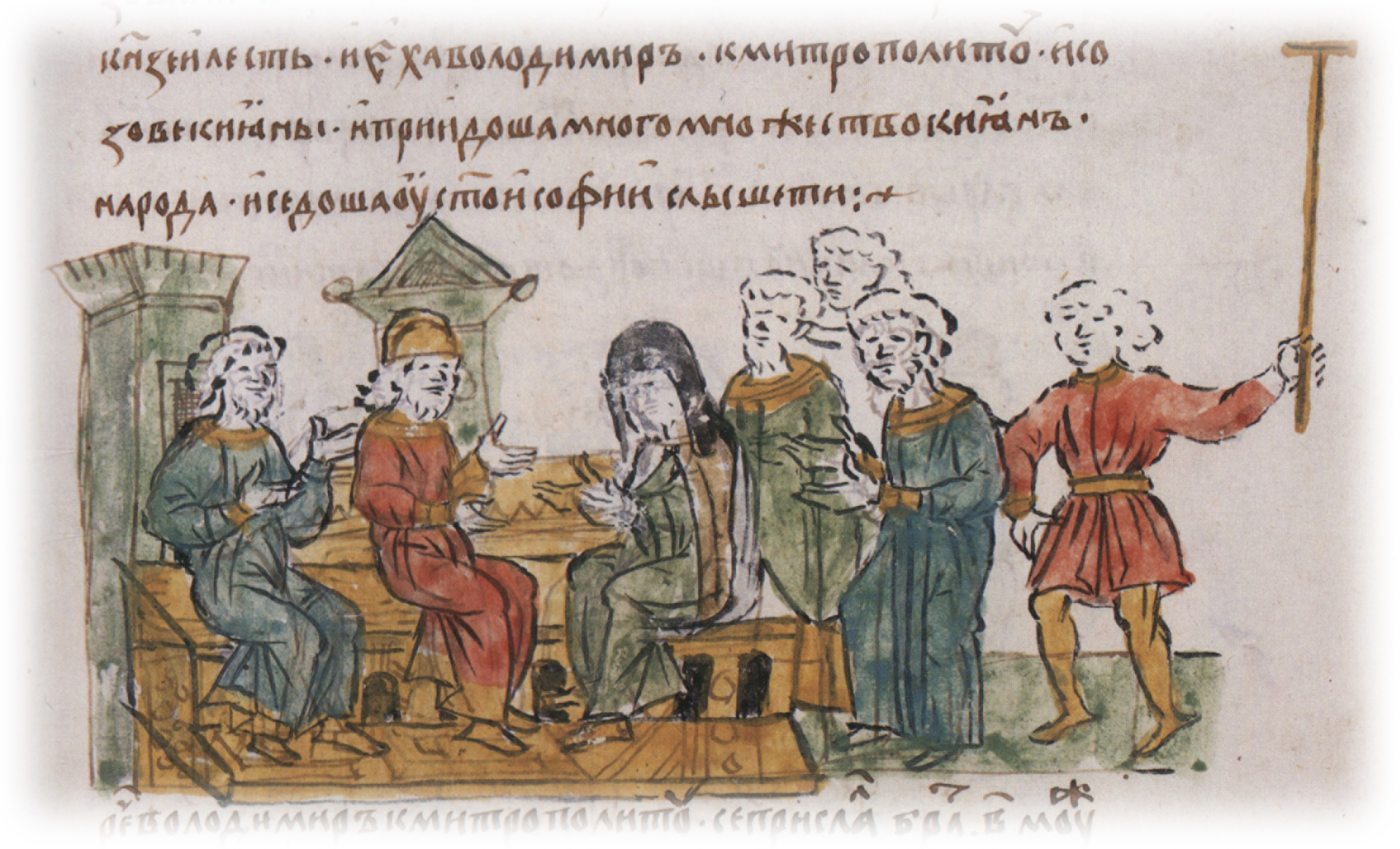

블라디미르 3세(러시아어: Владимир Мстиславич 블라디미르 므스티슬라비치[*], 우크라이나어: Володимир Мстиславич 볼로디미르 므스티슬라비치[*], 1132년 ~ 1173년)는 키예프 대공국의 대공(재위: 1171년)이다. 류리크 왕조 출신이다.

## 생애
므스티슬라프 1세 대공의 아들로 태어났다. 키예프 대공에 즉위하기 이전에는 도로고부시 공작(1150년 ~ 1154년, 1170년 ~ 1171년), 볼로디미르볼린스키와 볼히니아 공작(1154년 ~ 1157년), 슬루츠크 공작(1162년), 트리필랴 공작(1162년 ~ 1168년)을 역임했다. 키예프 공작을 역임하던 기간이 짧았기 때문에 종종 키예프 대공 목록에서 빠지기도 한다.
| 전임 로스티슬라프 1세 | 키예프 대공 1169년, 1170년 ~ 1171년 | 후임 미할코 유리예비치 |